# Gościechowo
Gościechowo – osada wsi Klutajny w Polsce położona w województwie warmińsko-mazurskim, w powiecie lidzbarskim, w gminie Kiwity.
W latach 1975–1998 osada administracyjnie należała do województwa olsztyńskiego.